# Barrel
Thùng (tiếng Anh: barrel) là đơn vị đo thể tích của hệ đo lường Anh, hệ đo lường Mỹ, thường được dùng để đo các chất lỏng như dầu thô, bia.... Cứ 7 thùng là 1 tấn dầu thô; 1 thùng tương đương với 158,9873 lít.